# Muraki Bhavi, Sampgaon
Muraki Bhavi là một làng thuộc tehsil Sampgaon, huyện Belgaum, bang Karnataka, Ấn Độ.